# Rebecca Bijker
Rebecca Bijker (Rotterdam, 21 juni 1975) is een Nederlandse presentatrice en programmamaakster. Ze werd bekend door haar werk bij de Evangelische Omroep (EO), waar ze van 2000 tot 2007 bij werkte. Hier presenteerde zij onder meer van 2005 tot 2007 Nederland Helpt, een fondswervingsplatform voor christelijk hulpverlenend Nederland. Ook presenteerde zij blinQ, Mir@kel en het medische programma Afslag UMC. 

## Levensloop
Nadat ze havo had gedaan, ging ze naar de Filipijnen om daar in de ontwikkelingshulp werkzaam te zijn. Na een jaar journalistiek in Nederland vertrok Bijker naar de Verenigde Staten om daar pedagogiek en antropologie te studeren. 
Na deze studie liep ze een tijd stage in Hongkong, ze gaf daar les aan Nederlandse kinderen. Vervolgens werkte ze zes maanden als stewardess bij Transavia. 
In 2001 richtte Rebecca Bijker Are & Bee Connections op, later Home of Hope genoemd, een stichting die vooral aandacht besteedt aan de leefomstandigheden van kansarme kinderen.
Rebecca Bijker is getrouwd en heeft twee zonen.

## Carrière
Rebecca Bijker werkte een tijdlang achter de schermen bij de Evangelische Omroep. Haar vader Dirk-Jan Bijker was in die tijd producent, regisseur en tevens presentator bij deze omroep. De EO was enthousiast over haar omgang met kinderen, wat erin resulteerde dat ze uiteindelijk vier jaar lang het live kinderprogramma Mir@kel mocht presenteren naast cabaretier Herman Boon. Van september 2005 tot midden 2006 copresenteerde Bijker BlinQ. In 2008 was zij producent bij IDTV.